# Šternberská vodárna
Šternberská vodárna stojí v bývalé Pánské zahradě v Křižíkově vilové čtvrti v Bechyni.

## Historie
Vodárenskou věž nechala v roce 1755 postavit zámecká Marie Terezie Paarová, rozená Šternbergová (1699–1761). Byla postavena za přispění města pěti sty zlatých za podmínky, že bude mimo zámek a panský pivovar napájet kašnu na náměstí a dodávat vodu do městského pivovaru a františkánského kláštera. Voda byla čerpána vodním trkačem z řeky Lužnice u horního mlýna a železným potrubím přiváděna do akumulační nádrže ve věži. Ve dvacátých letech 20. století byla v okolí vodárenské věže postavena Křižíkova čtvrť a fasáda vodárenské věže byla opravena, tak aby tvořila jednotící celek s vilovou čtvrtí.

## Popis
Vodárenská věž je zděná omítaná stavba na půdorysu čtverce zakončena stanovou střechou. Je vysoká devět metrů.